# Grand Prix Styrii 2021
Grand Prix Styrii, oficjalnie Formula 1 BWT Großer Preis der Steiermark 2021 – ósma runda Mistrzostw Świata Formuły 1 w sezonie 2021. Grand Prix odbyło się w dniach 25–27 czerwca 2021 na torze Red Bull Ring w Spielbergu. Wyścig wygrał po starcie z pole position Max Verstappen (Red Bull), a na podium kolejno stanęli obaj kierowcy Mercedesa – Lewis Hamilton oraz Valtteri Bottas.

## Lista startowa
Na niebieskim tle kierowcy biorący udział jedynie w piątkowych treningach.
| Nr          | Kierowca           | Zespół                                  | Samochód                          | Silnik                      | Opony |
| ----------- | ------------------ | --------------------------------------- | --------------------------------- | --------------------------- | ----- |
| 3           | Daniel Ricciardo   | McLaren F1 Team                         | McLaren MCL35M                    | Mercedes-AMG F1 M12 1,6 V6T | P     |
| 4           | Lando Norris       | McLaren F1 Team                         | McLaren MCL35M                    | Mercedes-AMG F1 M12 1,6 V6T | P     |
| 5           | Sebastian Vettel   | Aston Martin Cognizant Formula One Team | Aston Martin AMR21                | Mercedes-AMG F1 M12 1,6 V6T | P     |
| 6           | Nicholas Latifi    | Williams Racing                         | Williams FW43B                    | Mercedes-AMG F1 M12 1,6 V6T | P     |
| 7           | Kimi Räikkönen     | Alfa Romeo Racing ORLEN                 | Alfa Romeo C41                    | Ferrari 065/6 1,6 V6T       | P     |
| 9           | Nikita Mazepin     | Uralkali Haas F1 Team                   | Haas VF-21                        | Ferrari 065/6 1,6 V6T       | P     |
| 10          | Pierre Gasly       | Scuderia AlphaTauri Honda               | AlphaTauri AT02                   | Honda RA621H 1,6 V6T        | P     |
| 11          | Sergio Pérez       | Red Bull Racing Honda                   | Red Bull RB16B                    | Honda RA621H 1,6 V6T        | P     |
| 14          | Fernando Alonso    | Alpine F1 Team                          | Alpine A521                       | Renault E-Tech 20B 1,6 V6T  | P     |
| 16          | Charles Leclerc    | Scuderia Ferrari Mission Winnow         | Ferrari SF21                      | Ferrari 065/6 1,6 V6T       | P     |
| 18          | Lance Stroll       | Aston Martin Cognizant Formula One Team | Aston Martin AMR21                | Mercedes-AMG F1 M12 1,6 V6T | P     |
| 22          | Yūki Tsunoda       | Scuderia AlphaTauri Honda               | AlphaTauri AT02                   | Honda RA621H 1,6 V6T        | P     |
| 31          | Esteban Ocon       | Alpine F1 Team                          | Alpine A521                       | Renault E-Tech 20B 1,6 V6T  | P     |
| 33          | Max Verstappen     | Red Bull Racing Honda                   | Red Bull RB16B                    | Honda RA621H 1,6 V6T        | P     |
| 44          | Lewis Hamilton     | Mercedes-AMG Petronas Formula One Team  | Mercedes-AMG F1 W12 E Performance | Mercedes-AMG F1 M12 1,6 V6T | P     |
| 47          | Mick Schumacher    | Uralkali Haas F1 Team                   | Haas VF-21                        | Ferrari 065/6 1,6 V6T       | P     |
| 55          | Carlos Sainz Jr.   | Scuderia Ferrari Mission Winnow         | Ferrari SF21                      | Ferrari 065/6 1,6 V6T       | P     |
| 63          | George Russell     | Williams Racing                         | Williams FW43B                    | Mercedes-AMG F1 M12 1,6 V6T | P     |
| 77          | Valtteri Bottas    | Mercedes-AMG Petronas Formula One Team  | Mercedes-AMG F1 W12 E Performance | Mercedes-AMG F1 M12 1,6 V6T | P     |
| 88          | Robert Kubica      | Alfa Romeo Racing ORLEN                 | Alfa Romeo C41                    | Ferrari 065/6 1,6 V6T       | P     |
| 99          | Antonio Giovinazzi | Alfa Romeo Racing ORLEN                 | Alfa Romeo C41                    | Ferrari 065/6 1,6 V6T       | P     |
| Źródło: FIA |                    |                                         |                                   |                             |       |

## Wyniki

### Zwycięzcy sesji treningowych
| Sesja       | Nr | Kierowca       | Konstruktor | Czas     | Okr. |
| ----------- | -- | -------------- | ----------- | -------- | ---- |
| 1           | 33 | Max Verstappen | Red Bull    | 1:05,910 | 34   |
| 2           | 33 | Max Verstappen | Red Bull    | 1:05,412 | 37   |
| 3           | 44 | Lewis Hamilton | Mercedes    | 1:04,369 | 19   |
| Źródło: FIA |    |                |             |          |      |

### Kwalifikacje
| P                    | Nr | Kierowca           | Konstruktor           | Czasy w kwalifikacjach | Czasy w kwalifikacjach | Czasy w kwalifikacjach | Poz. s. |
| P                    | Nr | Kierowca           | Konstruktor           | Q1                     | Q2                     | Q3                     | Poz. s. |
| -------------------- | -- | ------------------ | --------------------- | ---------------------- | ---------------------- | ---------------------- | ------- |
| 1                    | 33 | Max Verstappen     | Red Bull Racing-Honda | 1:04,489               | 1:04,433               | 1:03,841               | 1       |
| 2                    | 77 | Valtteri Bottas    | Mercedes              | 1:04,537               | 1:04,443               | 1:04,035               | 5       |
| 3                    | 44 | Lewis Hamilton     | Mercedes              | 1:04,672               | 1:04,512               | 1:04,067               | 2       |
| 4                    | 4  | Lando Norris       | McLaren-Mercedes      | 1:04,584               | 1:04,298               | 1:04,120               | 3       |
| 5                    | 11 | Sergio Pérez       | Red Bull Racing-Honda | 1:04,638               | 1:04,197               | 1:04,168               | 4       |
| 6                    | 10 | Pierre Gasly       | AlphaTauri-Honda      | 1:04,765               | 1:04,429               | 1:04,236               | 6       |
| 7                    | 16 | Charles Leclerc    | Ferrari               | 1:04,745               | 1:04,646               | 1:04,472               | 7       |
| 8                    | 22 | Yūki Tsunoda       | AlphaTauri-Honda      | 1:04,608               | 1:04,631               | 1:04,514               | 11      |
| 9                    | 14 | Fernando Alonso    | Alpine-Renault        | 1:04,971               | 1:04,582               | 1:04,574               | 8       |
| 10                   | 18 | Lance Stroll       | Aston Martin-Mercedes | 1:04,821               | 1:04,663               | 1:04,708               | 9       |
| 11                   | 63 | George Russell     | Williams-Mercedes     | 1:05,033               | 1:04,671               |                        | 10      |
| 12                   | 55 | Carlos Sainz Jr.   | Ferrari               | 1:04,859               | 1:04,800               |                        | 12      |
| 13                   | 3  | Daniel Ricciardo   | McLaren-Mercedes      | 1:05,142               | 1:04,808               |                        | 13      |
| 14                   | 5  | Sebastian Vettel   | Aston Martin-Mercedes | 1:05,051               | 1:04,875               |                        | 14      |
| 15                   | 99 | Antonio Giovinazzi | Alfa Romeo-Ferrari    | 1:05,092               | 1:04,913               |                        | 15      |
| 16                   | 6  | Nicholas Latifi    | Williams-Mercedes     | 1:05,175               |                        |                        | 16      |
| 17                   | 31 | Esteban Ocon       | Alpine-Renault        | 1:05,217               |                        |                        | 17      |
| 18                   | 7  | Kimi Räikkönen     | Alfa Romeo-Ferrari    | 1:05,429               |                        |                        | 18      |
| 19                   | 47 | Mick Schumacher    | Haas-Ferrari          | 1:06,041               |                        |                        | 19      |
| 20                   | 9  | Nikita Mazepin     | Haas-Ferrari          | 1:06,192               |                        |                        | 20      |
| 107% czasu: 1:09,003 |    |                    |                       |                        |                        |                        |         |
| Źródło: FIA          |    |                    |                       |                        |                        |                        |         |

Uwagi
1. ↑  Valtteri Bottas otrzymał karę cofnięcia o 3 pozycje za niebezpieczną jazdę w alei serwisowej podczas drugiej sesji treningowej[6].
2. ↑  Yūki Tsunoda otrzymał karę cofnięcia o 3 pozycje za zablokowanie Valtteriego Bottasa podczas kwalifikacji[7].

### Wyścig
| P           | Nr | Kierowca           | Konstruktor           | Okr. | Czas                       | Start | +/–       | Punkty |
| ----------- | -- | ------------------ | --------------------- | ---- | -------------------------- | ----- | --------- | ------ |
| 1           | 33 | Max Verstappen     | Red Bull Racing-Honda | 71   | 1:22:18,925                | 1     | Bez zmian | 25     |
| 2           | 44 | Lewis Hamilton     | Mercedes              | 71   | +35,743                    | 2     | Bez zmian | 18+1   |
| 3           | 77 | Valtteri Bottas    | Mercedes              | 71   | +46,907                    | 5     | 2         | 15     |
| 4           | 11 | Sergio Pérez       | Red Bull Racing-Honda | 71   | +47,434                    | 4     | Bez zmian | 12     |
| 5           | 4  | Lando Norris       | McLaren-Mercedes      | 70   | +1 okrążenie               | 3     | 2         | 10     |
| 6           | 55 | Carlos Sainz Jr.   | Ferrari               | 70   | +1 okrążenie               | 12    | 6         | 8      |
| 7           | 16 | Charles Leclerc    | Ferrari               | 70   | +1 okrążenie               | 7     | Bez zmian | 6      |
| 8           | 18 | Lance Stroll       | Aston Martin-Mercedes | 70   | +1 okrążenie               | 9     | 1         | 4      |
| 9           | 14 | Fernando Alonso    | Alpine-Renault        | 70   | +1 okrążenie               | 8     | 1         | 2      |
| 10          | 22 | Yūki Tsunoda       | AlphaTauri-Honda      | 70   | +1 okrążenie               | 11    | 1         | 1      |
| 11          | 7  | Kimi Räikkönen     | Alfa Romeo-Ferrari    | 70   | +1 okrążenie               | 18    | 7         |        |
| 12          | 5  | Sebastian Vettel   | Aston Martin-Mercedes | 70   | +1 okrążenie               | 14    | 2         |        |
| 13          | 3  | Daniel Ricciardo   | McLaren-Mercedes      | 70   | +1 okrążenie               | 13    | Bez zmian |        |
| 14          | 31 | Esteban Ocon       | Alpine-Renault        | 70   | +1 okrążenie               | 17    | 3         |        |
| 15          | 99 | Antonio Giovinazzi | Alfa Romeo-Ferrari    | 70   | +1 okrążenie               | 15    | Bez zmian |        |
| 16          | 47 | Mick Schumacher    | Haas-Ferrari          | 69   | +2 okrążenia               | 19    | 3         |        |
| 17          | 6  | Nicholas Latifi    | Williams-Mercedes     | 69   | +2 okrążenia               | 16    | 1         |        |
| 18          | 9  | Nikita Mazepin     | Haas-Ferrari          | 68   | +3 okrążenia               | 20    | 2         |        |
| NS          | 63 | George Russell     | Williams-Mercedes     | 36   | NU (silnik)                | 10    |           |        |
| NS          | 10 | Pierre Gasly       | AlphaTauri-Honda      | 1    | NU (uszkodzenia kolizyjne) | 6     |           |        |
| Źródło: FIA |    |                    |                       |      |                            |       |           |        |

Uwagi
1. ↑  Dodatkowy 1 punkt jest przyznawany kierowcy, który ustanowił najszybsze okrążenie w wyścigu, pod warunkiem, że ukończył wyścig w pierwszej 10.

### Najszybsze okrążenie
| Nr          | Kierowca       | Konstruktor | Czas     | Okr. |
| ----------- | -------------- | ----------- | -------- | ---- |
| 44          | Lewis Hamilton | Mercedes    | 1:07,058 | 71   |
| Źródło: FIA |                |             |          |      |

### Prowadzenie w wyścigu
| Nr                              | Kierowca       | Konstruktor | Okrążenia | Suma |
| ------------------------------- | -------------- | ----------- | --------- | ---- |
| 33                              | Max Verstappen | Red Bull    | 1–71      | 71   |
| \| Wykres \| \| ------ \| \| \| |                |             |           |      |
| Źródło: FIA                     |                |             |           |      |
| Wykres                          |                |             |           |      |
|                                 |                |             |           |      |

## Klasyfikacja po wyścigu

### Kierowcy
Źródło: FIA
| P  | +/− | Kierowca           | Starty | Punkty | P1 | P2 | P3 | PP | NO | NS |
| -- | --- | ------------------ | ------ | ------ | -- | -- | -- | -- | -- | -- |
| 1  | 0   | Max Verstappen     | 8      | 156    | 4  | 3  | –  | 3  | 3  | –  |
| 2  | 0   | Lewis Hamilton     | 8      | 138    | 3  | 3  | –  | 2  | 3  | –  |
| 3  | 0   | Sergio Pérez       | 8      | 96     | 1  | –  | 1  | –  | –  | –  |
| 4  | 0   | Lando Norris       | 8      | 86     | –  | –  | 2  | –  | –  | –  |
| 5  | 0   | Valtteri Bottas    | 8      | 74     | –  | –  | 4  | 1  | 2  | 2  |
| 6  | 0   | Charles Leclerc    | 8      | 58     | –  | –  | –  | 2  | –  | 1  |
| 7  | 0   | Carlos Sainz Jr.   | 8      | 50     | –  | 1  | –  | –  | –  | –  |
| 8  | 0   | Pierre Gasly       | 8      | 38     | –  | –  | 1  | –  | –  | 1  |
| 9  | 0   | Daniel Ricciardo   | 8      | 34     | –  | –  | –  | –  | –  | –  |
| 10 | 0   | Sebastian Vettel   | 8      | 30     | –  | 1  | –  | –  | –  | –  |
| 11 | 0   | Fernando Alonso    | 8      | 19     | –  | –  | –  | –  | –  | 1  |
| 12 | +1  | Lance Stroll       | 8      | 14     | –  | –  | –  | –  | –  | 1  |
| 13 | −1  | Esteban Ocon       | 8      | 12     | –  | –  | –  | –  | –  | 1  |
| 14 | 0   | Yūki Tsunoda       | 8      | 9      | –  | –  | –  | –  | –  | 1  |
| 15 | 0   | Kimi Räikkönen     | 8      | 1      | –  | –  | –  | –  | –  | 1  |
| 16 | 0   | Antonio Giovinazzi | 8      | 1      | –  | –  | –  | –  | –  | –  |
| 17 | 0   | George Russell     | 8      | 0      | –  | –  | –  | –  | –  | 2  |
| 18 | 0   | Mick Schumacher    | 8      | 0      | –  | –  | –  | –  | –  | –  |
| 19 | 0   | Nikita Mazepin     | 8      | 0      | –  | –  | –  | –  | –  | 1  |
| 20 | 0   | Nicholas Latifi    | 8      | 0      | –  | –  | –  | –  | –  | 1  |
| P  | +/− | Kierowca           | Starty | Punkty | P1 | P2 | P3 | PP | NO | NS |

### Konstruktorzy
Źródło: FIA
| P  | +/− | Konstruktor               | Starty | Punkty | P1 | P2 | P3 | PP | NO | NS |
| -- | --- | ------------------------- | ------ | ------ | -- | -- | -- | -- | -- | -- |
| 1  | 0   | Red Bull Racing-Honda     | 16     | 252    | 5  | 3  | 1  | 3  | 3  | –  |
| 2  | 0   | Mercedes                  | 16     | 212    | 3  | 3  | 4  | 3  | 5  | 2  |
| 3  | 0   | McLaren-Mercedes          | 16     | 120    | –  | –  | 2  | –  | –  | –  |
| 4  | 0   | Ferrari                   | 16     | 108    | –  | 1  | –  | 2  | –  | 1  |
| 5  | 0   | Scuderia AlphaTauri-Honda | 16     | 46     | –  | –  | 1  | –  | –  | 2  |
| 6  | 0   | Aston Martin-Mercedes     | 16     | 44     | –  | 1  | –  | –  | –  | 1  |
| 7  | 0   | Alpine-Renault            | 16     | 31     | –  | –  | –  | –  | –  | 2  |
| 8  | 0   | Alfa Romeo Racing-Ferrari | 16     | 2      | –  | –  | –  | –  | –  | 1  |
| 9  | 0   | Williams-Mercedes         | 16     | 0      | –  | –  | –  | –  | –  | 3  |
| 10 | 0   | Haas-Ferrari              | 16     | 0      | –  | –  | –  | –  | –  | 1  |
| P  | +/− | Konstruktor               | Starty | Punkty | P1 | P2 | P3 | PP | NO | NS |